# 井上雪子 (女優)
井上 雪子（いのうえ ゆきこ、1915年6月5日 - 2012年11月19日）は、日本の女優である。本名は宮本 雪子（みやもと ゆきこ）。大阪松竹楽劇部（現在のOSK日本歌劇団）時代の芸名は鐘 一子（かね かずこ）。

## 来歴・人物
1915年（大正4年）6月5日、兵庫県神戸市中央区北長狭通に生まれる。父親はオランダ人である。
1927年（昭和2年）、神戸市立下山手小学校を卒業し、カナディアン・スクールに入学。1929年（昭和4年）4月、大阪松竹楽劇部（現在のOSK日本歌劇団）に入り、鐘一子という芸名で舞台に立つ。1930年（昭和5年）11月、鈴木傳明にスカウトされて松竹蒲田撮影所に入社する。1931年（昭和6年）、小津安二郎監督映画『美人哀愁』で主演に抜擢され、翌1932年（昭和7年）公開の『春は御婦人から』にも出演するが、いずれもフィルムが現存しない。その他、斎藤寅次郎監督の喜劇映画などに出演した。ところが、1934年（昭和9年）公開の成瀬巳喜男監督映画『限りなき舗道』に出演したのち、松竹を退社。1936年（昭和11年）公開の豊田四郎監督映画『東京-大阪特ダネ往来』に秋田伸一の相手役で特別出演していた。ところが、井上は「今後は絶対に映画出演はしません」と突然声明し、芸能界を引退した。引退後に俳優の斎藤達雄と結婚したが離婚した。
1995年（平成7年）に発行された『日本映画人名事典 女優篇 上巻』（キネマ旬報社）では、以後の消息は不明としていたが、2003年（平成15年）、小津安二郎生誕100年記念シンポジウム「OZU 2003」に登壇する。2004年（平成16年）、第5回東京フィルメックスにて上映された塩田明彦監督映画『カナリア』で実に68年ぶりの映画出演を果たし、話題になった。
2012年（平成24年）11月19日、老衰のため死去した。満97歳没。

## 出演作品

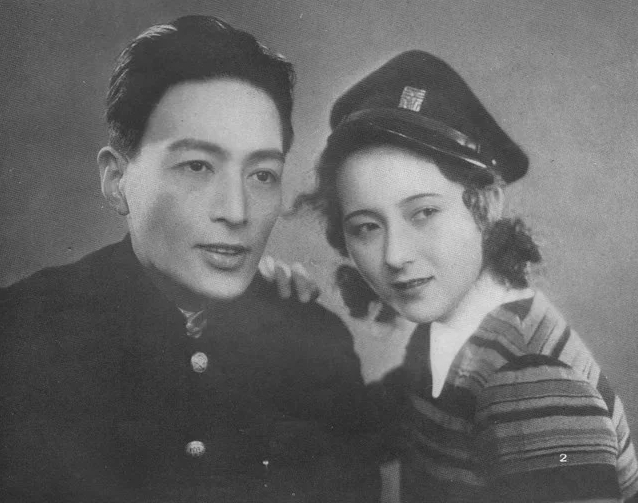
『春はご婦人から』（1932年）。左は城多二郎。

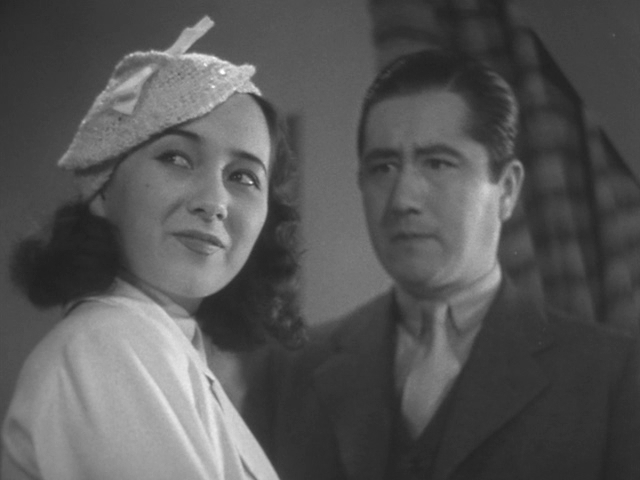
『限りなき鋪道』（1934年）。右は山内光（岡田桑三）。

- 『限りなき鋪道』（1934年）。右は山内光（岡田桑三）。燃ゆる花びら（1931年）
- 美人哀愁（1931年）
- 愛よ人類と共にあれ（1931年）
- マダムと女房（1931年）
- 何が彼女を裸にしたか（1931年）
- 青春図会（1931年）
- 令嬢と与太者（1932年）
- 春は御婦人から（1932年）
- 三十二年型恋愛武士道（1932年）
- 満州行進曲（1932年）
- 白夜は明くる（1932年）
- 女性の切札（1932年）
- 南蛮なでしこ（1933年）
- 港の日本娘（1933年）
- 与太者と海水浴（1933年）
- 玄関番とお嬢さん（1934年）
- 東洋の母（1934年）
- 大学の若旦那・武勇伝（1934年）
- 限りなき鋪道（1934年）
- 東京-大阪特ダネ往来（1936年）
- カナリア（2004年）